# Liste des députés flamands (2024-2029)
Pour les articles homonymes, voir Liste des députés flamands.
Depuis le 10 juillet 2024
10e 12e
Liste des 124 députés pour la législature 2024-2029 au parlement flamand:
- 118 députés élus au suffrage universel direct par les habitants de la Région flamande,
- 6 députés élus par les habitants de la Région de Bruxelles-Capitale.

Cette liste comporte la dernière composition actuelle, issue des élections régionales belges de 2024.

Répartition de l'hémicycle par parti de la première séance le 10 juillet 2024 jusqu'en juin 2025
Répartition de l'hémicycle par parti à partir de juin 2025

## Liste par groupe politique au parlement

### Nieuw-Vlaamse Alliantie(31)
| Circonscription                 | Député actif          | Député remplacé |
| ------------------------------- | --------------------- | --------------- |
| Région de Bruxelles-Capitale    | Karl Vanlouwe         |                 |
| Province d'Anvers               | Annick De Ridder      |                 |
| Province d'Anvers               | Koen Dillen           |                 |
| Province d'Anvers               | Liesbeth Homans       |                 |
| Province d'Anvers               | Jan Jambon            |                 |
| Province d'Anvers               | Sofie Joosen          |                 |
| Province d'Anvers               | Philippe Muyters      |                 |
| Province d'Anvers               | Freya Perdaens        |                 |
| Province d'Anvers               | Els van Doesburg      |                 |
| Province d'Anvers               | Sanne Van Looy        |                 |
| Province d'Anvers               | Paul Van Miert        |                 |
| Province de Flandre-Orientale   | Koen Daniëls          |                 |
| Province de Flandre-Orientale   | Lieven Dehandschutter |                 |
| Province de Flandre-Orientale   | Matthias Diependaele  |                 |
| Province de Flandre-Orientale   | Andries Gryffroy      |                 |
| Province de Flandre-Orientale   | Tomas Roggeman        |                 |
| Province de Flandre-Orientale   | Sarah Smeyers         |                 |
| Province de Flandre-Occidentale | Gijs Degrande         |                 |
| Province de Flandre-Occidentale | Sander Loones         |                 |
| Province de Flandre-Occidentale | Bert Maertens         |                 |
| Province de Flandre-Occidentale | Eva Ryde              |                 |
| Province de Flandre-Occidentale | Griet Vanryckegem     |                 |
| Province de Limbourg            | Zuhal Demir           |                 |
| Province de Limbourg            | Karolien Grosemans    |                 |
| Province de Limbourg            | Jan Peumans           |                 |
| Province de Limbourg            | Tom Seurs             |                 |
| Province du Brabant flamand     | Arnout Coel           |                 |
| Province du Brabant flamand     | Katrien Houtmeyers    |                 |
| Province du Brabant flamand     | Nadia Sminate         |                 |
| Province du Brabant flamand     | Ine Tombeur           |                 |
| Province du Brabant flamand     | Ben Weyts             |                 |

### Vlaams Belang(31)
| Circonscription                 | Député actif             | Député remplacé |
| ------------------------------- | ------------------------ | --------------- |
| Région de Bruxelles-Capitale    | Dominiek Lootens-Stael   |                 |
| Province d'Anvers               | Bart Claes               |                 |
| Province d'Anvers               | Dries Devillé            |                 |
| Province d'Anvers               | Filip Dewinter           |                 |
| Province d'Anvers               | Els Sterckx              |                 |
| Province d'Anvers               | Anke Van dermeersch      |                 |
| Province d'Anvers               | Tom Van Grieken          |                 |
| Province d'Anvers               | Bart Van Opstal          |                 |
| Province d'Anvers               | Wim Verheyden            |                 |
| Province de Flandre-Orientale   | Adeline Blancquaert      |                 |
| Province de Flandre-Orientale   | Filip Brusselmans        |                 |
| Province de Flandre-Orientale   | Guy D'haeseleer          |                 |
| Province de Flandre-Orientale   | Johan Deckmyn            |                 |
| Province de Flandre-Orientale   | Ilse Malfroot            |                 |
| Province de Flandre-Orientale   | Kristof Slagmulder       |                 |
| Province de Flandre-Orientale   | Freija Van den Driessche |                 |
| Province de Flandre-Occidentale | Yves Buysse              |                 |
| Province de Flandre-Occidentale | Immanuel De Reuse        |                 |
| Province de Flandre-Occidentale | Tom Lamont               |                 |
| Province de Flandre-Occidentale | Carmen Ryheul            |                 |
| Province de Flandre-Occidentale | Stefaan Sintobin         |                 |
| Province de Flandre-Occidentale | Sarah T'Joens            |                 |
| Province de Limbourg            | Michiel Awouters         |                 |
| Province de Limbourg            | Roosmarijn Beckers       |                 |
| Province de Limbourg            | Mercina Claesen          |                 |
| Province de Limbourg            | Chris Janssens           |                 |
| Province de Limbourg            | Leo Pieters              |                 |
| Province du Brabant flamand     | Frédéric Erens           |                 |
| Province du Brabant flamand     | Jan Laeremans            |                 |
| Province du Brabant flamand     | Klaas Slootmans          |                 |
| Province du Brabant flamand     | Suzy Wouters             |                 |

### Vooruit(18)
| Circonscription                 | Député actif          | Député remplacé |
| ------------------------------- | --------------------- | --------------- |
| Région de Bruxelles-Capitale    | Hannelore Goeman      |                 |
| Province d'Anvers               | Hannes Anaf           |                 |
| Province d'Anvers               | Karim Bachar          |                 |
| Province d'Anvers               | Caroline Gennez       |                 |
| Province d'Anvers               | Kelly Van Tendeloo    |                 |
| Province de Flandre-Orientale   | Kurt De Loor          |                 |
| Province de Flandre-Orientale   | Burak Nalli           |                 |
| Province de Flandre-Orientale   | Conner Rousseau       |                 |
| Province de Flandre-Orientale   | Frederik Sioen        |                 |
| Province de Flandre-Orientale   | Freya Van den Bossche |                 |
| Province de Flandre-Occidentale | Pablo Annys           |                 |
| Province de Flandre-Occidentale | Nawal Maghroud        |                 |
| Province de Flandre-Occidentale | Maxim Veys            |                 |
| Province de Limbourg            | Els Robeyns           |                 |
| Province de Limbourg            | Kris Verduyckt        |                 |
| Province du Brabant flamand     | Mohamed Ridouani      |                 |
| Province du Brabant flamand     | Katia Segers          |                 |
| Province du Brabant flamand     | Bieke Verlinden       |                 |

### Christen-Democratisch en Vlaams(16)
| Circonscription                 | Député actif      | Député remplacé |
| ------------------------------- | ----------------- | --------------- |
| Province d'Anvers               | Gilles Bultinck   |                 |
| Province d'Anvers               | Katrien Schryvers |                 |
| Province d'Anvers               | Mien Van Olmen    |                 |
| Province de Flandre-Orientale   | Robrecht Bothuyne |                 |
| Province de Flandre-Orientale   | Nicole de Moor    |                 |
| Province de Flandre-Orientale   | Joke Schauvliege  |                 |
| Province de Flandre-Occidentale | Hilde Crevits     |                 |
| Province de Flandre-Occidentale | Bart Dochy        |                 |
| Province de Flandre-Occidentale | Loes Vandromme    |                 |
| Province de Flandre-Occidentale | Brecht Warnez     |                 |
| Province de Limbourg            | Jo Brouns         |                 |
| Province de Limbourg            | An Christiaens    |                 |
| Province de Limbourg            | Toon Vandeurzen   |                 |
| Province du Brabant flamand     | Katrien Partyka   |                 |
| Province du Brabant flamand     | Kris Poelaert     |                 |
| Province du Brabant flamand     | Peter Van Rompuy  |                 |

### Open Vlaamse Liberalen en Democraten(9)
| Circonscription                 | Député actif        | Député remplacé |
| ------------------------------- | ------------------- | --------------- |
| Province d'Anvers               | Tom Ongena          |                 |
| Province d'Anvers               | Marianne Verhaert   |                 |
| Province de Flandre-Orientale   | Stephanie D'Hose    |                 |
| Province de Flandre-Orientale   | Egbert Lachaert     |                 |
| Province de Flandre-Occidentale | Jasper Pillen       |                 |
| Province de Limbourg            | Lydia Peeters       |                 |
| Province du Brabant flamand     | Eva De Bleeker      |                 |
| Province du Brabant flamand     | Gwendolyn Rutten    |                 |
| Province du Brabant flamand     | Maurits Vande Reyde |                 |

### Partij van de Arbeid van België(9)
| Circonscription                 | Député actif       | Député remplacé |
| ------------------------------- | ------------------ | --------------- |
| Province d'Anvers               | Jos D'Haese        |                 |
| Province d'Anvers               | Raf Van Gestel     |                 |
| Province d'Anvers               | Lise Vandecasteele |                 |
| Province d'Anvers               | Amina Vandenheuvel |                 |
| Province de Flandre-Orientale   | Debby Burssens     |                 |
| Province de Flandre-Orientale   | Onno Vandewalle    |                 |
| Province de Flandre-Occidentale | Ilona Vandenberghe |                 |
| Province de Limbourg            | Gaby Colebunders   |                 |
| Province du Brabant flamand     | Line De Witte      |                 |

### Groen(9)
| Circonscription                 | Député actif          | Député remplacé |
| ------------------------------- | --------------------- | --------------- |
| Région de Bruxelles-Capitale    | Bram Jaques           |                 |
| Région de Bruxelles-Capitale    | Nadia Naji            |                 |
| Province d'Anvers               | Kim Buyst             |                 |
| Province d'Anvers               | Bogdan Vanden Berghe  |                 |
| Province de Flandre-Orientale   | Fourat Ben Chikha     |                 |
| Province de Flandre-Orientale   | Mieke Schauvliege     |                 |
| Province de Flandre-Occidentale | Jeremie Vaneeckhout   |                 |
| Province du Brabant flamand     | Aimen Imed Edin Horch |                 |
| Province du Brabant flamand     | Eva Platteau          |                 |

### Team Fouad Ahidar(1)
| Circonscription              | Député actif  | Député remplacé |
| ---------------------------- | ------------- | --------------- |
| Région de Bruxelles-Capitale | M'Hamed Kasmi |                 |